# Баранаускас, Болесловас Антанович
Боле́словас Барана́ускас (5 октября 1902, Вайвадишкяй, Вилькомирский уезд — 2 декабря 1975 года, Вильнюс) — литовский партийный и государственный деятель, сотрудник советских спецслужб, в период 1940—1951 гг. — председатель Верховного Совета Литовской ССР.
В 1921 году он присоединился к запрещенной Коммунистической Партии Литвы. В 1923—1925, 1927—1935 и 1939—1940 годы заключен в тюрьму за свою деятельность.
В июле 1940 вошёл в состав Народного Сейма, который одобрил присоединение Литвы к СССР. В 1940 году выбран в Верховный Совет Литовской ССР — до 1955 года. В период 1940—1951 гг. — исполнял обязанности председателя Совета.
В период с 1940 по 1941 годы стоял во главе органов безопасности в округе Шяуляй, был заместителем народного комиссара по безопасности.
После начала Великой Отечественной войны в июне 1941 года уехал в глубь СССР. Преподавал в московской высшей школе НКВД. Организовал советское партизанское движение в Литве, стал во главе отдела разведки и информации.
Вовлечен в партийную деятельность — в 1941—1949 годы исполнял обязанности заместителя члена (кандидата) ЦК КПЛ. Позже, в 1961 году, стал членом ЦК КПЛ. В период 1952—1958 гг. был помощником члена Политбюро ЦК КПЛ (с перерывом на 1954—1956 годы).
С 1950 по 1958 представлял Литву в Верховном Совете СССР.
В 1945 году занял пост председателя совета профсоюзов Латвийской ССР (1958). После ухода с должности он работал в качестве редактора в архиве Академии Наук Литовской ССР.